# S-Index
S-Index (Society Index)는 학회의 수준을 가늠할 수 있는 기준을 만들기 위해 고안되었다.
S-Index는 학술단체들이 규정대로 잘 운영되고 있는지를 파악하여 등급을 부여하는 것으로써, 잘 운영되고 있는 학회는 계속 잘 관리될 수 있도록 하고, 운영에 문제가 있는 학회는 어떤 부분을 개선하여야 하는지 정보를 제공하는 수단이다.
- 2018년 이후 '부실 학회'라는 용어가 언론을 통해 자주 언급되고 있으나, 실제로는 어떤 기준으로 부실 학회를 구분할 수 있는지는 알려지지 않았다.

- S-Index 평가 요소는, (1) 등기 임원 독립성, (2) 규정에 따른 회장 선출 및 임기, (3) 규정에 따른  임원 선출 및 임기 보장, (4) 학회 직원의 채용과 운영 규정, (5) 긴급 심사 혹은 긴급 게재 제도 시행 여부 등이다.

- 2019년 한국연구재단에 등록된 학술단체 74개를 대상으로 시뮬레이션한 자료가 최초 공개되었다.

- S-Index를 각 대학에서 교수업적평가의 봉사 실적에 반영하는 것이 바람직하다는 기사가 추가로 게시되어 있다.